# Diretmichthys parini
Diretmichthys parini är en fiskart som först beskrevs av George Edward Post och Quéro, 1981.  Diretmichthys parini ingår i släktet Diretmichthys och familjen Diretmidae. Inga underarter finns listade i Catalogue of Life.